# Język tatarski
Język tatarski (nazwy własne tatar tele, tatarça) – język z kipczackiej grupy turkijskiej rodziny językowej. Jest używany przez Tatarów. Głównym miejscem występowania języka tatarskiego jest
Tatarstan i pozostałe regiony Rosji. Poza tym językiem tatarskim posługują się m.in. niektórzy mieszkańcy krajów byłego ZSRR, w tym Ukrainy, a także Turcji, Chin, Finlandii. Obecna liczba ludzi mówiących tym językiem jest szacowana na 6 496 600.
Wyróżnia się trzy dialekty:
- centralny (Tatarstan, Baszkiria),
- zachodni (obwody Niżnonowogrodzki, Saratowski, Wołgogradzki, Samarski, Czuwaszja, Baszkiria i Mordowia oraz tereny przyległe),
- wschodni (Syberia Zachodnia).

W XIX wieku uformował się współczesny język literacki (Kajum Nasyry, Galiasgar Kamal i inni).
Wykorzystywana do zapisu języka tatarskiego cyrylica poszerzona została o szereg znaków, służących do zapisu dźwięków charakterystycznych dla tego języka.

## Status prawny i użycie języka tatarskiego
Język tatarski, obok rosyjskiego, jest językiem urzędowym w Republice Tatarstanu (na mocy przepisów Ustawy Republiki Tatarstan „O językach narodów Republiki Tatarstan” z 8 lipca 1992 roku). Zarówno w Tatarstanie, jak i w miejscach zamieszkiwania tatarskiej diaspory funkcjonuje rozwinięta sieć ośrodków naukowych i wychowawczych, w których używany jest język tatarski, takich jak: ośrodki nauki przedszkolnej, szkoły podstawowe i średnie z tatarskim językiem nauczania wszystkich przedmiotów, a także szereg szkół, w których język tatarski nauczany jest jako odrębny przedmiot.
Oprócz tego, iż język tatarski jest zarówno przedmiotem nauczania, jak i językiem wykładowym na kierunkach filologicznych Kazańskiego Uniwersytetu Państwowego, w instytutach i akademiach pedagogicznych, język tatarski jako język wykładowy używany jest także na Wydziale Prawa oraz Wydziale Dziennikarstwa Kazańskiego Uniwersytetu Państwowego, w Konserwatorium Kazańskim oraz Państwowym Kazańskim Instytucie Sztuki i Kultury.
W języku tatarskim wydawane są podręczniki, literatura naukowa, piękna, publicystyczna, ukazują się dziesiątki gazet i czasopism, używany jest on w audycjach radiowych i telewizyjnych oraz jako język spektaklów teatralnych. Głównymi ośrodkami nauczania języka tatarskiego są Wydział Filologii i Historii Tatarskiej Kazańskiego Uniwersytetu Państwowego, Katedra Filologii Tatarskiej na Wydziale Filologicznym Baszkirskiego Uniwersytetu Państwowego, Wydział Filologii Tatarskiej Tatarskiego Państwowego Uniwersytetu Humanistyczno- Pedagogicznego w Kazaniu oraz Instytut Języka, Literatury i Sztuki Akademii Nauk Republiki Tatarstanu.
Na początku 2009 roku tatarskie organizacje społeczne rozpoczęły zbiórkę podpisów poparcia dla nadania językowi tatarskiemu statusu języka urzędowego Federacji Rosyjskiej. Działania te przeprowadzane są w ramach akcji «Мин татарча сөйләшәм!/Min Tatarça söyläşäm» („Mówię po tatarsku!”).
W języku tatarskim prowadzona jest Tatarska Wikipedia, która powstała 15 września 2003.

## Alfabet
- Tatarski alfabet na bazie pisma arabskiego (do 1927):

| آ | ا | ب | پ  | ت | ث | ج | چ |
| ح | خ | د | ذ  | ر | ز | ژ | س |
| ش | ص | ض | ط  | ظ | ع | غ | ف |
| ق | ك | گ | نك | ل | م | ن | ه |
| و | ۇ | ڤ | ی  | ئ |   |   |   |

- Janalif dla języka tatarskiego (1927 – 1939):

| A a | B ʙ   | C c | Ç ç | D d | E e | Ə ə | F f |
| G g | Ƣ ƣ   | H h | I i | J j | K k | L l | M m |
| N n | Ꞑ ꞑ   | O o | Ɵ ɵ | P p | Q q | R r | S s |
| Ş ş | T t   | U u | V v | X x | Y y | Z z | Ƶ ƶ |
| Ь ь | Ьj ьj |     |     |     |     |     |     |

- Współczesna tatarska cyrylica (od 1939):

| А а | Ә ә | Б б | В в | Г г | Д д | Е е | Ё ё |
| Ж ж | Җ җ | З з | И и | Й й | К к | Л л | М м |
| Н н | Ң ң | О о | Ө ө | П п | Р р | С с | Т т |
| У у | Ү ү | Ф ф | Х х | Һ һ | Ц ц | Ч ч | Ш ш |
| Щ щ | Ъ ъ | Ы ы | Ь ь | Э э | Ю ю | Я я |     |

- Współczesna tatarska łacinka, oficjalnie przeznaczona do transliteracji języka tatarskiego (od 2012):

| A a | Ä ä | B b | C c | Ç ç | D d | E e | F f |
| G g | Ğ ğ | H h | I ı | İ i | J j | K k | Q q |
| L l | M m | N n | Ñ ñ | O o | Ö ö | P p | R r |
| S s | Ş ş | T t | U u | Ü ü | V v | W w | X x |
| Y y | Z z | ’   |     |     |     |     |     |